# Vera Farmiga
Vera Ann Farmiga, född 6 augusti 1973 i Passaic County i New Jersey, är en amerikansk skådespelare, regissör och producent, främst känd för sina roller i Running Scared, The Departed, Orphan, Up in the Air och TV-serien Bates Motel. För rollen i Up in the Air nominerades hon till flera betydelsefulla priser, däribland en Oscar.

## Tidigt liv
Vera Farmiga är det näst äldsta av sju barn. Hennes föräldrar har emigrerat från Ukraina till USA och Farmiga lärde sig inte engelska förrän hon var sex år gammal. Hennes yngsta syster är skådespelaren Taissa Farmiga.

## Karriär
Vera Farmiga gjorde Broadwaydebut 1996 som ersättare i pjäsen Taking Sides, samma år spelade hon även Stormen på American Conservatory Theater. Därefter medverkade hon i TV-serien Roar, tillsammans med bland andra Heath Ledger. Hon har beskrivit serien som att "den ville vara Braveheart men kom att bli mer som Xena – Krigarprinsessan" Därefter medverkade hon i filmer som Höst i New York, 15 Minutes och The Manchurian Candidate. För huvudrollen i independentfilmen Down to the Bone belönades hon med utmärkelsen "Bästa skådespelerska" av Los Angeles Film Critics Association. Därefter medverkade hon i Running Scared och gjorde en roll som polispsykiater i Martin Scorseses The Departed. Hon spelade hustru till en nazistofficer i filmen Pojken i randig pyjamas 2008, samma år medverkade hon även i filmen Nothing But the Truth. För sin roll i Up in the Air nominerades hon till flera betydelsefulla priser, däribland en Oscar.
År 2011 debuterade hon som regissör med Higher Ground som hon även spelade en av rollerna i. Systern Taissa Farmiga spelade där en yngre version av hennes rollkaraktär.

## Privatliv
Vera Farmiga träffade den franske skådespelaren Sebastian Roché då de filmade Roar och de var gifta 1997–2005. År 2009 gifte hon sig med Renn Hawkey. Hon har en son, född 2009, med den nuvarande maken. Under Farmigas medverkan i tv-serien Bates Motel blev hon god vän med sin motspelare Freddie Highmore. Han är även gudfar till hennes son.

## Filmografi
- 1998 – Return to Paradise, som Kerrie
- 2000 – Höst i New York, som Lisa Tyler
- 2000 – 15 Minutes, som Daphne Handlova
- 2001 – Dust, som Amy

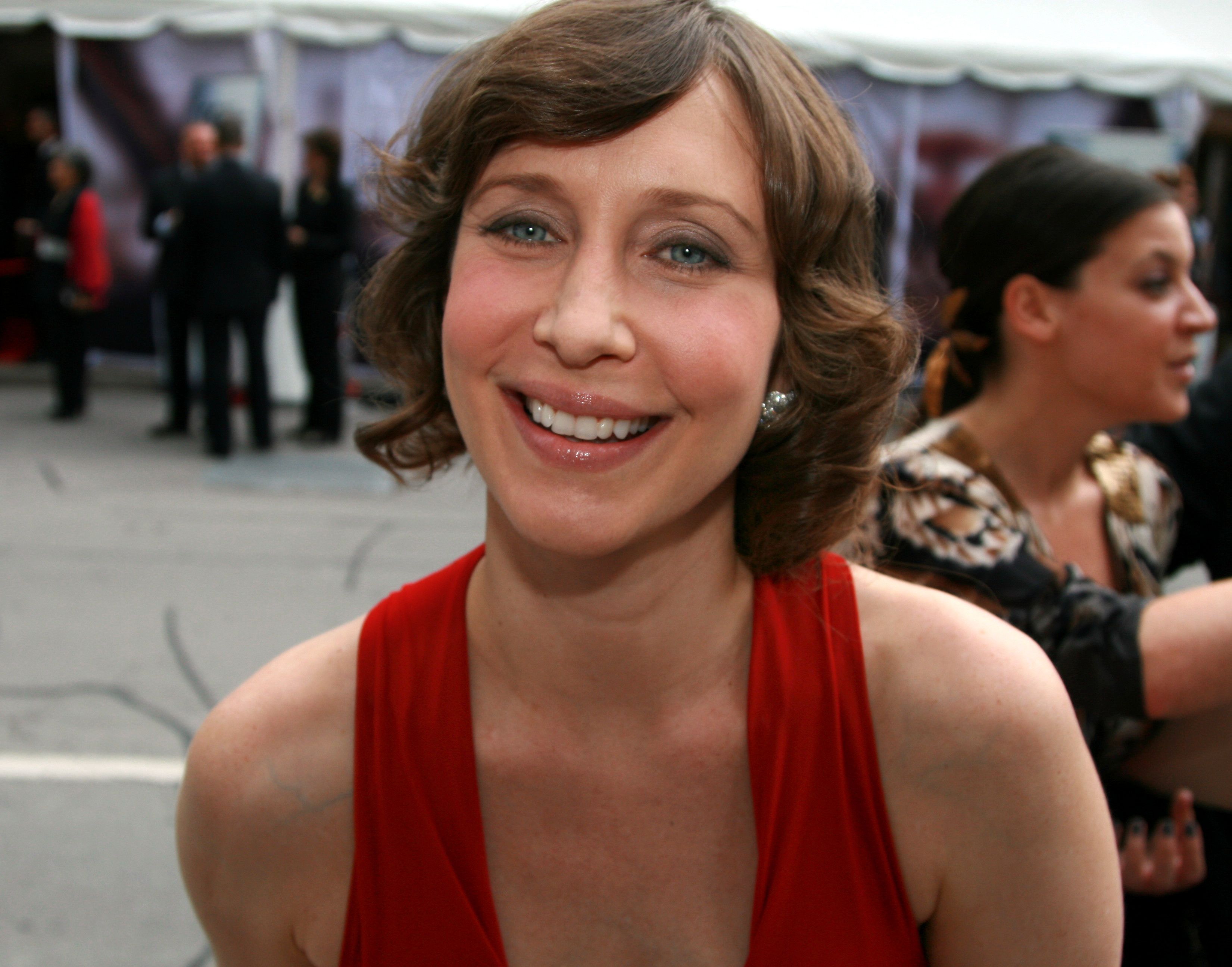
Vera Farmiga på premiären av Nothing But the Truth 2008.

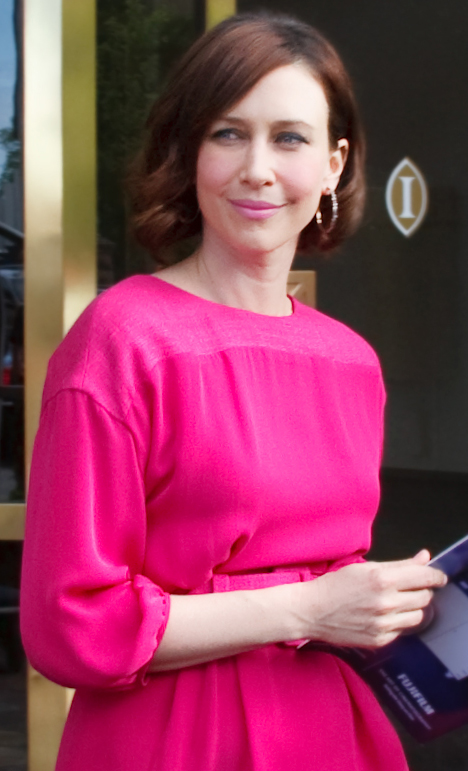
Vera Farmiga på Toronto International Film Festival 2009.

- 2001 – Snow White: The Fairest of Them All, som Josephine
- 2002 – Love in the Time of Money, som Greta
- 2003 – Dummy, som Lorena
- 2004 – Down to the Bone, som Irene
- 2004 – Iron Jawed Angels, som Ruza Wenclawska
- 2004 – Mind the Gap, som Allison Lee
- 2004 – The Manchurian Candidate, som Jocelyne Jordan
- 2005 – The Hard Easy, som Dr. Charlie Brooks
- 2005 – Neverwas, som Eleanna
- 2006 – Running Scared, som Teresa Gazelle
- 2006 – Breaking and Entering, som Oana
- 2006 – The Departed, som Madolyn Madden
- 2006 – Joshua, som Abby Cairn
- 2007 – Never Forever, som Sophie Lee
- 2007 – In Tranzit, som Natalia
- 2008 – Quid Pro Quo, som Fiona
- 2008 – Pojken i randig pyjamas, som Elsa (modern)
- 2008 – Nothing But the Truth, som Erica Van Doren
- 2009 – The Vintner's Luck, som Baronessan Aurora
- 2009 – Orphan, som Kate Coleman
- 2009 – Up in the Air, som Alex Goran
- 2010 – Henry's Crime, som Julie
- 2011 – Source Code, som Colleen Goodwin
- 2011 – Higher Ground, som Corinne
- 2012 – Safe House, som Catherine Linklater
- 2013 – The Conjuring, som Lorraine Warren
- 2013 – At Middleton, som Edith Martin
- 2013 – Closer to the Moon, som Alice
- 2014 – The Judge, som Samantha Powell
- 2016 – Special Correspondents, som Eleanor Finch
- 2016 – The Conjuring 2, som Lorraine Warren
- 2018 – The Commuter, som Joanna
- 2018 – Boundaries, som Laura Janconi
- 2018 – The Front Runner, som Oletha "Lee" Hart
- 2018 – Skin, som Shareen Krager
- 2019 – Captive State, som Jane Doe
- 2019 – Godzilla: King of the Monsters, som Dr. Emma Russell
- 2019 – Annabelle Comes Home, som Lorraine Warren
- 2021 – The Conjuring: The Devil Made Me Do It, som Lorraine Warren
- 2021 – The Many Saints of Newark, som Livia Soprano
- 2023 – The Nun II, som Lorraine Warren
- 2023 – Ezra, som Grace
- 2025 – The Conjuring: Last Rites

## TV-roller
- 1997 – Roar (TV-serie), som Caitlin
- 1998 – Law and order (TV-serie), som Lindsay i avsnittet Expert
- 2002 – UC: Undercover (TV-serie), som Alex Cross
- 2004 – Touching Evil (TV-serie), som Susan Branca
- 2013 – Bates Motel (TV-serie), som Norma Bates
- 2021 – Hawkeye (TV-serie), som Eleanor Bishop